# Ivan Bodin
Erik Ivan Bodin (Sundsvall, 20 luglio 1923 – 29 agosto 1991) è stato un calciatore svedese, di ruolo difensore.

## Palmarès

### Club
- Coppa di Svezia: 2

AIK: 1949, 1950